# Margareta Persson (1945–2015)
Ej att förväxla med S-politikern Margareta Persson (född 1950), för övriga personer med samma namn, se Margareta Persson
Margareta Elisabet Persson, tidigare Sandgren och Svensson, född Bohl 3 oktober 1945 i Högalids församling i Stockholm, död 17 mars 2015 i Sofia-Järstorps församling i Jönköping, var en svensk politiker (socialdemokrat), som var riksdagsledamot 1994–2010.
Margareta Persson var till yrket kontorist. Hon var till 1985 gift med Håkan Sandgren (född 1946), och därefter med Jönköpings tidigare kommunalråd Peter Persson (född 1955) som har varit riksdagsledamot.